# Hohen Pritz
Hohen Pritz ist eine Gemeinde im Nordosten des Landkreises Ludwigslust-Parchim in Mecklenburg-Vorpommern. Sie wird vom Amt Sternberger Seenlandschaft mit Sitz in der Stadt Sternberg verwaltet.

## Geografie und Verkehr
Die Gemeinde liegt inmitten einer hügeligen Seenlandschaft südlich von Sternberg. Vor allem der Osten des Gemeindegebietes ist bewaldet, südlich von Kukuk befindet sich das Waldgebiet Kukuksbuchen. In der Gemeinde liegen Kukuk und Klein Pritz am Kleinpritzer See. Der See ist über den Schlower Bach mit der Mildenitz verbunden. Höchster Punkt im Gemeindegebiet ist eine namenlose Anhöhe wenig östlich des Ortes Hohen Pritz mit 84,3 m ü. HN.
Nördlich der Gemeinde verläuft die Bundesstraße 192. Bis Sternberg sind es neun Kilometer. Im Osten der Gemeinde befindet sich die stillgelegte Bahnstrecke Wismar–Karow.
Zu den Ortsteilen von Hohen Pritz gehören Klein Pritz, Kukuk und Dinnies.

## Geschichte

### Hohen Pritz
Hohen Pritz wurde urkundlich 1256 erstmals als Pritutsen erwähnt, als Fürst Pribislaw II. von Parchim-Richenberg seinem Kaplan Jordan die Pfarre zu Wamckow mit der Tochterkirche Hohen Pritz verleiht. 1346 soll Iwan von Below in Hohen Pritz gelebt haben.  Ende des 16. Jahrhunderts bis Mitte des 17. Jahrhunderts hatten die von Bülow auf Hohen Pritz gesessen, danach folgten Johann Lüder von Dessin und der königlich dänische Hofmeister Klaus von Parkentin. 
1730 war Leutnant Christian Friedrich Gundlach dabei, neben Woserin, Borkow und Bolz, auch in Hohen Pritz eine neue Glashütte zu errichten. Der Woseriner Jobst von Bülow hatte mehrfach heftigen Streit mit seinen Glasmachern, bei denen es oft zu Gewalttätigkeiten kam und in einen Glaskrieg ausartete. In der Nacht vom 29. zum 30. Juni 1730 überfielen auf Anstiften von Bülows 20 Bauern mit vorherigen reichlichen Alkoholgenuss auf dem Markt zu Demen die fertig gestellten Gebäude der Glashütte. Sie legten Feuer und brannten alles nieder. Leider schwiegen die Akten darüber, ob eine Bestrafung oder Untersuchung erfolgte. Ab 1766 gehörte das Dorf der Herzoglichen Kammer und ab 1849 zu den Großherzoglichen Hausgütern.
Der Name stammt vom altslawischen Wort prêtokŭ für Durchfluss ab und bedeutet so Durchflussort.

### Klein Pritz
Klein Pritz wurde 1306 als Lutken Prittitz genannt, als Heinrich von Mecklenburg das Kloster Sonnenkamp mit Gerhard von Cramon auf Klein Pritz wegen der Fischerei auf dem Nepersmühlenschen See vergleicht. Dicht bei Klein Pritz, auf einer Halbinsel im Kleinpritzer See, soll eine Burg gestanden haben. Diese sollen die Adligen von Pritzbur erbaut haben. Reste einer Burg wurden nie gefunden, doch einer Sage nach soll sich hier eine weiße Dame zeigen.
Der 1645 geborene Jobst von Bülow auf Mustin kaufte 1690 Klein Pritz von Engelkens von Koppelow's Erben.
Klein Pritz wurde am 1. Juli 1950 in die Gemeinde Hohen Pritz eingegliedert.

### Kukuk
Der Name Kukuk stammt vom altslawischen Wort kok oder kuk, dem Namen des Lokators ab und bedeutet also Ort des Kokaša, Kokoša. Es hat eine slawische Siedlung bestanden, die Ersterwähnung des Ortes war 1790. Kukuk gehörte im 19. Jahrhundert zum Domanium und besaß einen Erbpächter mit der Wassermühle, auch Kukusmühle genannt. Dazu acht Büdner, neun Häusler, einen Fischereipächter und eine Schulzen.
Kukuk wurde am 1. Juli 1950 in die Gemeinde Hohen Pritz eingegliedert.

### Dinnies
Nach Urkundenlage wurde Dinnies 1467 als Dynghist, 1471 als Dingiste und 1496 als Dingeste erwähnt. Der Name stammt vom altslawischen Wort din für tief ab und bedeutet so Tiefer Ort. Ob Dinnies von Dionysios abstammt, ist fraglich.
Nach dem Zweiten Weltkrieg besiedelten Flüchtlinge aus Ostpreußen und Bessarabien die frühere Domäne des Ortes. Hohen Pritz wurde nach 1990 zu einem Zentrum und Treffpunkt der Bessarabiendeutschen in Mecklenburg. Dinnies wurde am 1. Juli 1950 in die Gemeinde Hohen Pritz eingegliedert.

## Politik

### Gemeindevertretung und Bürgermeister
Der Gemeinderat besteht (inkl. Bürgermeister) aus 7 Mitgliedern. Die Wahl zum Gemeinderat am 26. Mai 2019 hatte folgende Ergebnisse:
| Partei/Bewerber | Prozent | Sitze |
| --------------- | ------- | ----- |
| Wählergruppe    | 100,00  | 6     |

Bürgermeister der Gemeinde ist Jan Kessel, er wurde mit 88,46 % der Stimmen gewählt.

### Dienstsiegel
Die Gemeinde verfügt über kein amtlich genehmigtes Hoheitszeichen, weder Wappen noch Flagge. Als Dienstsiegel wird das kleine Landessiegel mit dem Wappenbild des Landesteils Mecklenburg geführt. Es zeigt einen hersehenden Stierkopf mit abgerissenem Halsfell und Krone und der Umschrift „GEMEINDE HOHEN PRITZ“.

## Sehenswürdigkeiten
- Die Dorfkirche Hohen Pritz ist ein einfacher rechteckiger Bau aus großen Feldsteinen und Backsteinen aus dem 13. Jahrhundert. 1515 wurde der Westturm angesetzt.

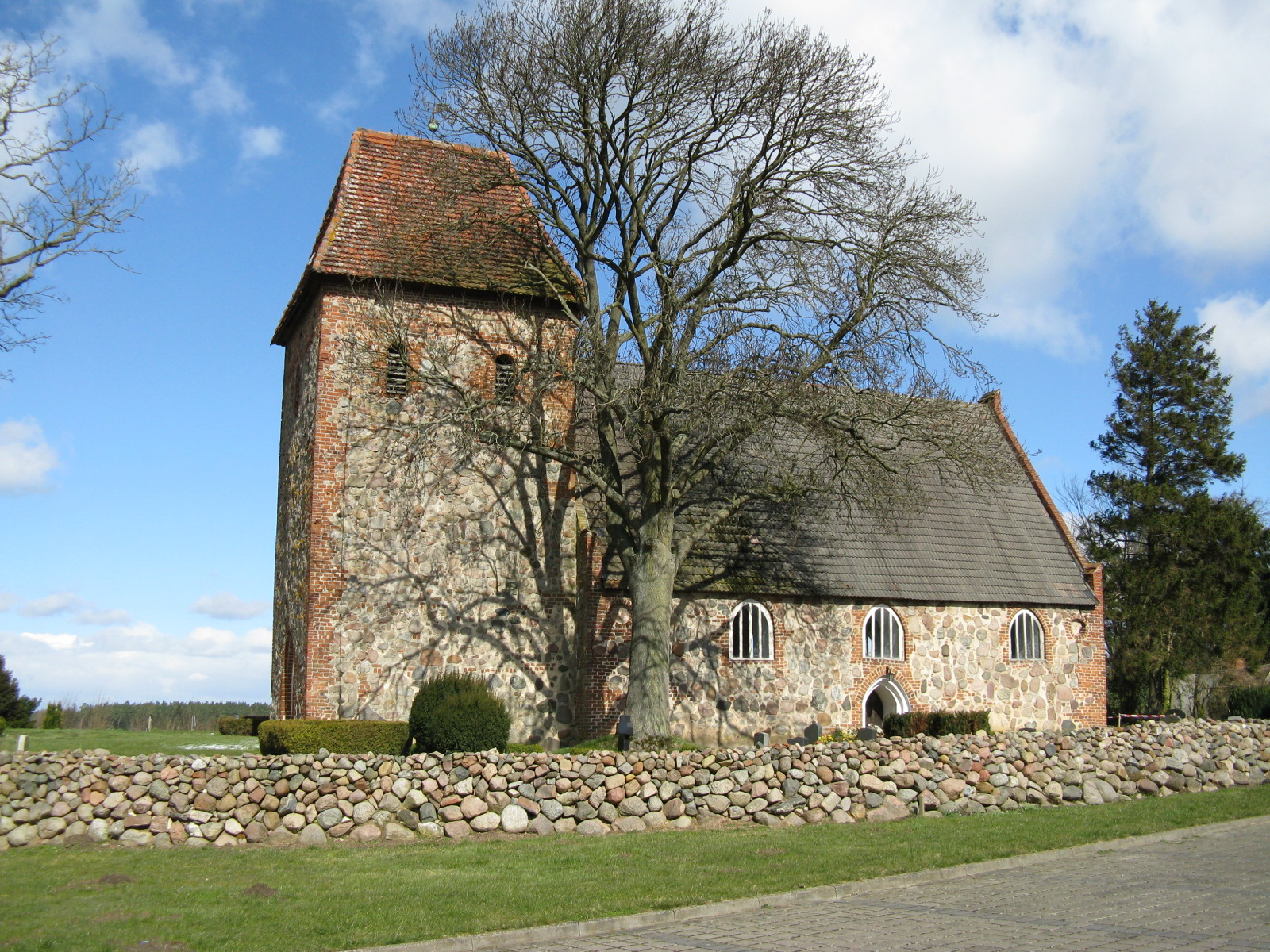
Dorfkirche in Hohen Pritz (2008)
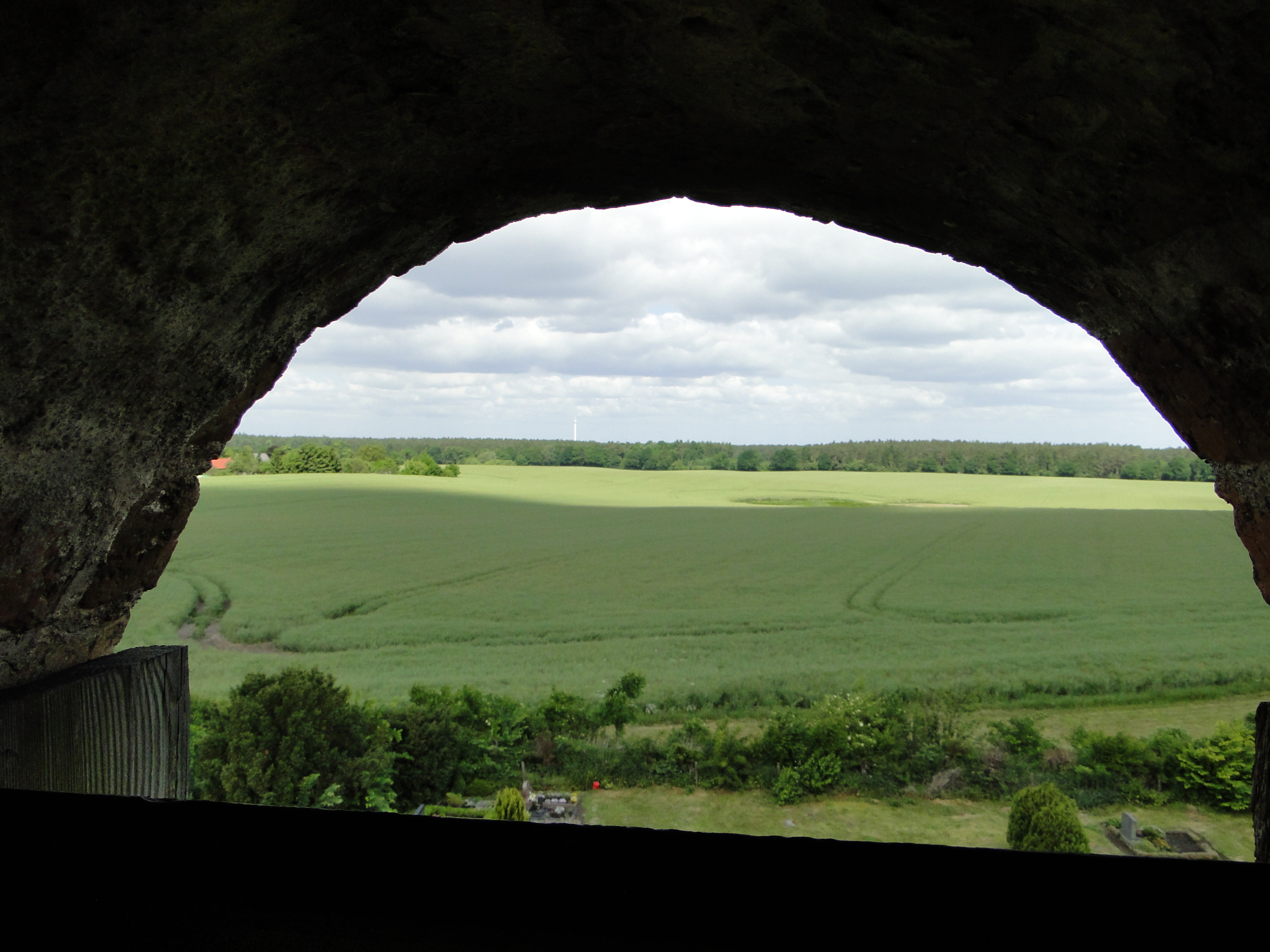
Hohen Pritz, Blick vom Kirchturm (2012)
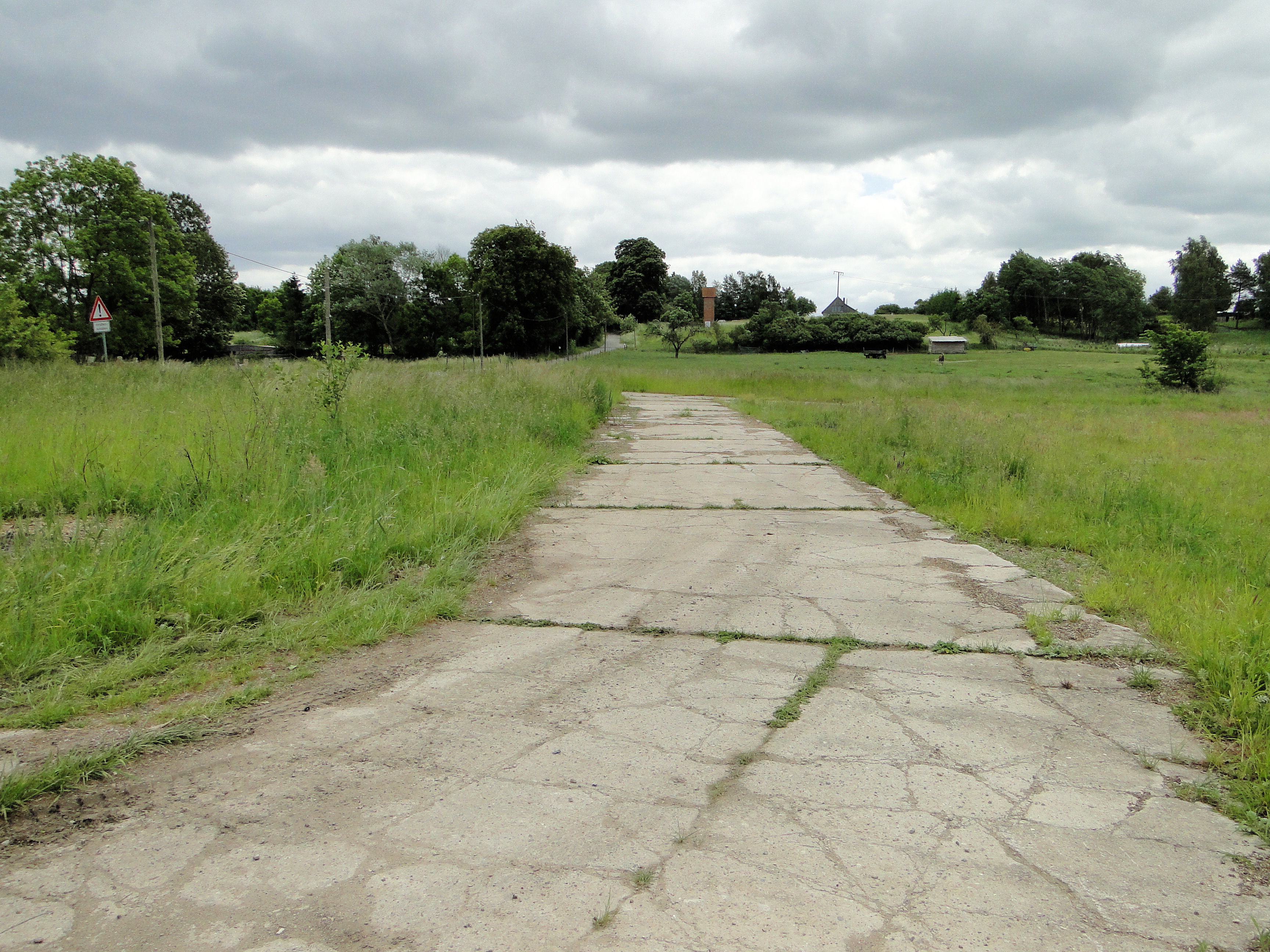
Ehemalige Gutsanlage in Dinnies (2012)
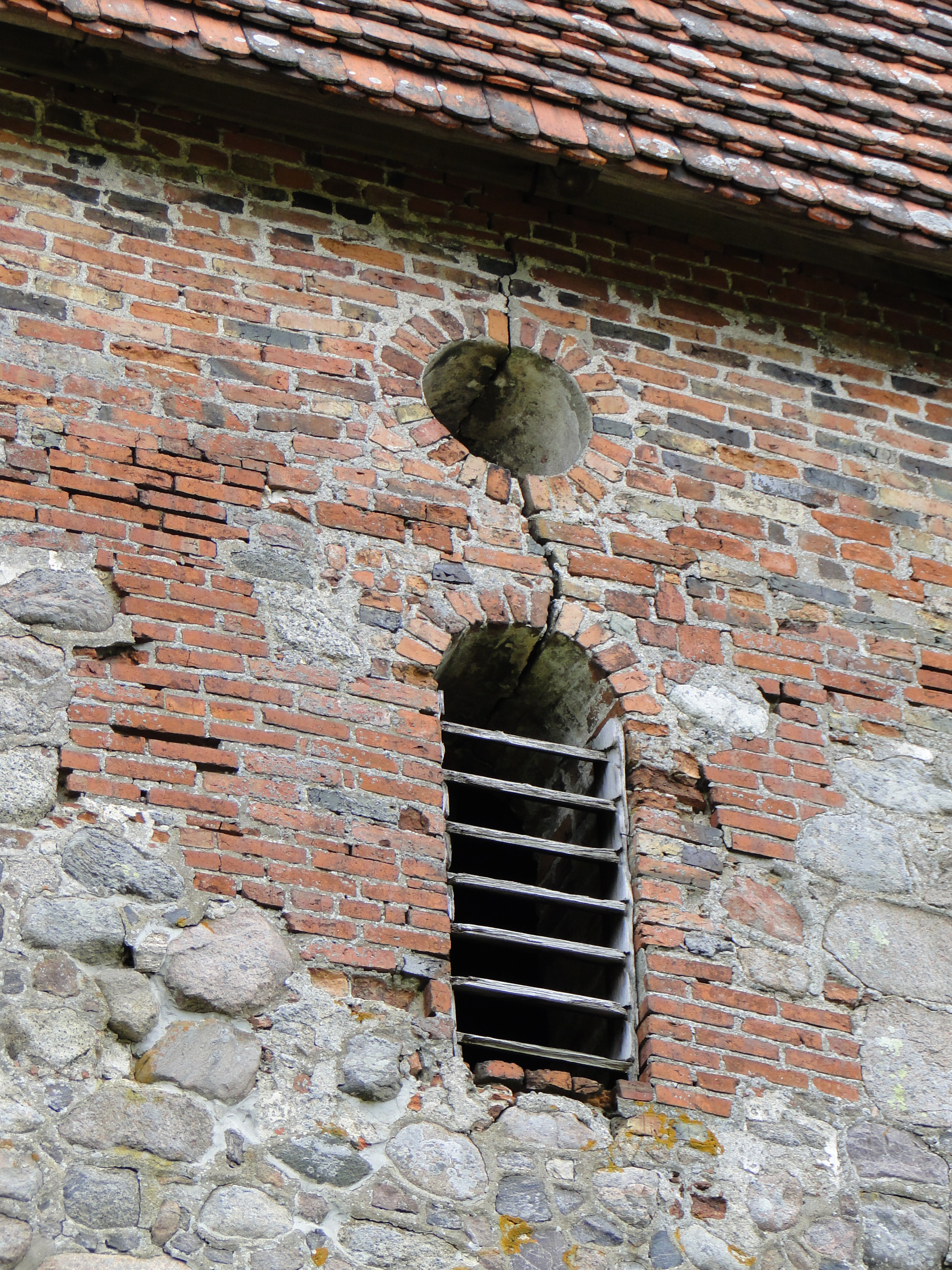
Detail, Schallluken im Kirchturm (2012)

## Gedruckte Quellen
- Mecklenburgisches Urkundenbuch (MUB)
- Mecklenburgische Jahrbücher (MJB)